# Wörnersberg
Wörnersberg es un municipio alemán en el estado federado de Baden-Wurtemberg. Con tan sólo 245 habitantes es el municipio independiente más pequeño del distrito de Freudenstadt. Está ubicado aproximadamente 20 km al norte de Freudenstadt en el altiplano extenso de la Selva Negra Septentrional.